# Маслов, Михаил Дмитриевич
Михаил Дмитриевич Маслов (10 июня 1916, с. Логовое, Курская губерния — 22 января 1960, Шебекино, Белгородская область) — старшина Советской Армии, участник Великой Отечественной войны, Герой Советского Союза (1944).

## Биография
Родился 10 июня 1916 года в селе Логовое (ныне — в черте города Шебекино Белгородской области). После окончания шести классов школы работал на сахарном заводе.
В 1941 году был призван на службу в Рабоче-крестьянскую Красную Армию. С того же года — на фронтах Великой Отечественной войны.
К декабрю 1943 года гвардии старшина Михаил Маслов командовал орудием 317-го гвардейского истребительно-противотанкового артиллерийского полка 1-го Украинского фронта. Отличился во время освобождения Житомирской области Украинской ССР. 8 декабря 1943 года в критический момент боя у села Ходоры Радомышльского района заменил собой получившего ранение наводчика орудия и лично подбил 2 тяжёлых танка, 2 бронемашины и уничтожил группу вражеских пехотинцев, продержавшись до подхода основных сил.
Указом Президиума Верховного Совета СССР «О присвоении звания Героя Советского Союза офицерскому и сержантскому составу артиллерии Красной Армии» от 9 февраля 1944 года за «образцовое выполнение боевых заданий командования на фронте борьбы с немецкими захватчиками и проявленные при этом отвагу и геройство» был удостоен высокого звания Героя Советского Союза с вручением ордена Ленина и медали «Золотая Звезда».
В 1946 году был демобилизован. Проживал на родине, работал в колхозе. Скоропостижно скончался 22 января 1960 года, похоронен в Шебекино.
Был также награждён рядом медалей.